# Sakin
Sakin è un arrondissement del Benin situato nella città di Savè (dipartimento delle Colline) con 8.706 abitanti (dato 2006).